# Carbocystéine
La carbocystéine est un mucolytique : il est indiqué en cas d'hypersécrétion bronchique.

## Chimie
Nom IUPAC : acide (R)-2-amino-3-[(carboxyméthyl)sulfanyl]propanoïque.
C'est un dérivé d'acide aminé soufré (cystéine).

## Mode d'action
Il diminue la viscosité des sécrétions bronchiques et facilite ainsi leur évacuation. Par ce biais, il diminue le nombre de décompensations chez le patient porteur d'une broncho-pneumopathie chronique obstructive.

## Pharmacologie
Il peut également être utilisé en cas de bronchite, de sinusite ou de rhinopharyngite.
Son utilisation pourrait avoir des effets bénéfiques dans le traitement de l'ichtyose.